# Synthwave
Synthwave (també anomenat retrowave, electrowave o futuresynth) és un gènere de música electrònica influenciat per les bandes sonores de pel·lícules, la música i els videojocs de 8 i 16 bits de la dècada del 1980, així com per compositors com John Carpenter, Jean-Michel Jarre, Vangelis i Tangerine Dream. Va començar a desenvolupar-se a mitjans de la dècada del 2000 a partir de diverses comunitats d'internet i ha anat guanyant popularitat des de la dècada del 2010.
El synthwave és un gènere retro inspirat en la cultura musical dels anys 1980 i s'impregna de l'estètica i la nostàlgia de la música electropop i new wave d'aquells anys. Sobretot es caracteritza pel seu estil retrofuturista, inspirat per les pel·lícules de ciència-ficció de l'època com Blade Runner o Tron, en què es presenten mons plens de tecnologia, llums de neó i hologrames a l'estil del cyberpunk. El synthwave', en ser part de la música electrònica, està basat en l'ús de sintetitzadors, encara que també hi ha peces complementades per l'ús de guitarres elèctriques i altres instruments. Tot i ser un gènere principalment instrumental, cada vegada hi ha més artistes que posen veu a les seves obres o ofereixen les dues versions (vocal i instrumental). Alguns dels artistes més coneguts del synthwave són Kavinsky, The Midnight, Timecop1983, Electric Youth, FM-84, Perturbator, Gunship, Nina, Le Matos, Carpenter Brut o Jessie Fry.

## Història
El synthwave va néixer a internet a mitjans de la dècada del 2000 de la mà d'un grup de compositors de diferents països que es van servir de la xarxa social Myspace per a mostrar les seves creacions. Va ser la primera vegada que internet va donar a llum un fenomen cultural real. Molts d'aquests compositors no tenien formació musical però van trobar el seu espai a internet per a pujar i compartir treballs realitzats en el temps lliure en els seus propis PC. Un passatemps sense regles ni líders que va sorgir al marge de la indústria discogràfica. Com a moviment, no va ser fins a l'aparició de YouTube (que jugava i té un paper fonamental en la difusió del gènere) que va passar a denominar-se synthwave, en tant que música que utilitza una composició electrònica moderna però inspirada, en gran manera, en les bandes sonores del cinema, la televisió, els videojocs com Out Run o Grand Theft Auto: Vice City i tota la cultura pop dels anys 1980.
Amb tot, va ser la pel·lícula Drive, guanyadora del 64è Festival Internacional de Cinema de Canes, que va desencadenar l'interès pel moviment i va fer que cresqués de manera exponencial. El film descriu les característiques visuals de les que es nodreix el synthwave: ambient neo-noir, colors metàl·lics foscos i carreteres enmig de ciutats pseudofuturistes. La participació de Kavinsky a la pel·lícula va suposar un abans i un després.
Des de llavors van sorgir molts artistes dedicats al gènere que exposaven els seus treballs en festivals d'electrònica i fins i tot de heavy metal, sempre movent-se en ambients underground. El synthwave no és només un moviment com a tal, sinó que dins s'hi apleguen multitud de grups, artistes i projectes diferents: The Midnight i M83 escombren més cap al synthpop, Perturbator oscil·la més cap al públic heavy metal (ja que ell mateix tocava en una banda), Carpenter Brut s'orienta més a la potència audiovisual incloent, a més, bateria analògica i guitarra elèctrica, Gost posseeix influències de The Prodigy i Waveshaper s'inclina cap a les bandes sonores de videojocs.
Un altre punt d'inflexió per a donar a conèixer el gènere va ser l'estrena de Stranger Things. En tant que el synthwave es nodreix de totes les referències de la dècada del 1980, Stranger Things aporta la nostàlgia dels fenòmens culturals de l'època com Els Goonies, John Carpenter, Stephen King, Els caçafantasmes, la cultura pop de La guerra de les galàxies, Dungeons & Dragons, etc... En l'actualitat, artistes com Perturbator, Gunship o Kavinsky han aconseguit crear peces que no solament s'inspiren en la dècada del 1980 sinó que han ajudat a crear tot un nou corrent que ha lliurat produccions com Tron Legacy, Blade Runner 2049, Bumblebee, It, Ready Player One, Super 8 o la ja esmentada Stranger Things. Aquest gènere musical s'ha convertit en un dels favorits al món gamer, tant per al seu ús com a banda sonora com per al seu ús com a música de fons per a les llargues tardes de joc.
En 2019 es va estrenar el documental The Rise of the Synths, dirigit per Ivan Castell i narrat per John Carpenter, el qual explica la història del synthwave de la mà de multitud d'artistes de tot el món, explicant els seus orígens, la seva relació amb la cultura i el seu creixement al llarg dels últims anys.